# Civilni nered
Civilni nered, poznan tudi pod imenom civilni nemir je obširen pojem s katerim sile za varovanje zakona opisujejo nemir, ki ga povzroči skupina ljudi. Civilni nered je tudi opisan kot vsakršna javna motnja, ki vključuje nasilno dejanje treh ali več oseb, ki povzročijo takojšnjo nevarnost ali škodo na premoženju ali na zdravju posameznika. Med civilnim neredom se udeleženci navadno odločijo, da ne bodo upoštevali določenega zakona ali predpisa in s tem poskušajo opozoriti na razloge za njihov protest. Civilni nemir lahko vključuje  obliko protesta proti velikim socialnopolitičnim težavam. Civilni nered v bistvu predstavlja sesutje urejene družbe. Nekateri primeri civilnega nemira vključujejo nezakonite parade, zasedanja območij, upore, sabotaže in druge oblike kriminala. Tudi v primerih, ko so protesti naperjeni proti vladi ali splošni javnosti se lahko ti stopnjujejo v vsesplošni kaos. V večini primerov pa rezultirajo v manjšo civilno nepokorščino, ki nima velikih posledic na družbeni red.
Civilni nered se lahko pojavi v mnogih oblikah kot so zborovanja manjših ali večjih skupin ljudi, ki pogosto blokirajo dostop do določenih objektov ali ovirajo vsakodnevne aktivnosti. Pogosto takšne množice povzročajo motnje kot so kričanje, hrup in oponašanje določenih oseb. Ostrost civilnih nemirov se lahko stopnjuje v upor, ko drhal požiga okolico ter terorizira prebivalce.
Civilni nered lahko povzroči nevšečnosti kot so blokiranje cest, pločnikov in stavb, kar povzroči motnje za civilno prebivalstvo neudeleženo v nemirih. Primeri nemirov, ki so se zgodili v preteklosti, vključujejo protestna gibanja za človekove pravice v 60. letih in proteste proti vojni v Vietnamu v začetku 70. let dvajsetega stoletja.

## Vrste protestnih množic
Najbolj razširjena oblika upora v protestu je formiranje množic iz skupin ljudi in posameznikov. Množice so lahko razvrščene v tri kategorije: Spontane množice - skupina ljudi, ki se spontano zbere na določenem obljudenem ali turističnem kraju. Vezane ali kohezivne množice - množica, ki je sestavljena iz ljudi, ki imajo podobne ideje in so vpleteni v isto vrsto obnašanja. Takšne množice pogosto častijo določen kult ali plešejo. Izrazne množice - skupina ljudi z istim namenom. Po navadi niso formalno organizirane temveč so formirane iz skupnega interesa.

## Posledice civilnega nereda
Prebivalci, ki niso neposredno udeleženi v nemirih so lahko podvrženi motnjam, ki vplivajo na njihovo zmožnost opravljanja dela in koristenja prostega časa ter v nekaterih primerih vplivajo na dostopnost življenjskih potrebščin. V primeru zelo velikih nemirov so lahko poškodovane stavbe in druga infrastruktura. Javne dobrine, kot so voda, gorivo, elektrika ter komunikacijska infrastruktura, so lahko v nemirih začasno nedostopne. Včasih pa je ravno pomanjkanje teh dobrin lahko razlog za začetek nereda

## Kje se civilni nered lahko pojavi?
Civilni nered se lahko pojavi iz mnogih vzrokov ter različnih razlogov. Razlogi za izbruh nemirov so lahko spontani, razsežnost nemirov pa se lahko hitro stopnjuje. Civilni nered se lahko pojavi praktično povsod, kjer skupaj prebiva večje število ljudi. Možnost za civilne nemire pa je povečano na območjih, kjer se pogosto zbirajo večje skupine ljudi."